# (20039) 1992 WJ
1992 دابليو جاي (ويعرف أيضًا باسم (20039) 1992 دابليو جاي وفق تسمية الكوكب الصغير) (بالإنجليزية: 1992 WJ)‏ هو كويكب ضمن حزام الكويكبات؛ وترتيبه 20039 من حيث الاكتشاف.
اكتُشف هذا الجُرم الفلكي بواسطة هيروشي كانيدا في 16 نوفمبر 1992.

## وصلات خارجية
- (20039) 1992 WJ في قاعدة بيانات مختبر الدفع النفاث لأجرام النظام الشمسي الصغيرة

- الاكتشاف · مخطط المدار ·  العناصر المدارية · المعلمات المادية

- (20039) 1992 WJ على موقع ويكي سكاي: DSS2, SDSS, GALEX, IRAS, Hydrogen α, X-Ray, Astrophoto, Sky Map, Articles and images